# Colonia de la Columbia Británica
La Colonia de la Columbia Británica fue una colonia de la corona en la Norteamérica británica desde 1858 a 1871. Sus límites se correspondían en gran parte con los de la actual provincia canadiense de la Columbia Británica. En 1866, se unió con la Colonia de la Isla de Vancouver para formar una nueva entidad colonial llamada Columbia Británica. 

## Antecedentes
Las exploraciones de James Cook y George Vancouver, y las concesiones de España en 1792 establecieron la reclamación británica de la costa norte de California. Del mismo modo, los reclamos británicos se ampliaron al interior por las exploraciones de hombres como sir Alexander MacKenzie, Simon Fraser, Samuel Black, David Thompson y John Finlay y por el posterior establecimiento de puestos comerciales por la Compañía del Noroeste (North West Company, o NWC) y la Compañía de la Bahía de Hudson (Hudson's Bay Company, o HBC). Sin embargo, hasta 1849, la región que hoy comprende la Columbia Británica fue una zona no organizada de la Norteamérica británica. A diferencia de la Tierra de Rupert, al norte y al este, el departamento de Nueva Caledonia y su vecino del sur, el departamento de Columbia, no eran concesiones de la HBC. Por el contrario, la Compañía tenía simplemente concedido un monopolio para comerciar con los habitantes de las Primeras Naciones tras su fusión con la Compañía del Noroeste en 1821.
Con la firma del Tratado de Washington en 1846, que estableció la frontera de Estados Unidos a lo largo del paralelo 49, la HBC trasladó la sede de sus operaciones occidentales de Fort Vancouver en el río Columbia (actual Vancouver, Washington) a la recién creada Fort Victoria, en el extremo sur de la isla de Vancouver. La Isla de Vancouver y los alrededores de las Islas del Golfo en el estrecho de Georgia se organizaron como una colonia de la corona en 1849. Mientras tanto, la parte continental siguió funcionando bajo la administración de facto de la HBC, cuyo presidente ejecutivo, James Douglas, también pasó a ser gobernador de la Isla de Vancouver. La población continental no aborigen durante este tiempo nunca excedió unos 150 en Fort Victoria, en su mayoría empleados de la HBC y sus familias.
En 1857, los estadounidenses y los británicos empezaron a responder a los rumores de oro en la zona del Río Thompson. Casi toda la noche, unos diez o veinte mil hombres se trasladaron a la región en torno a la actual Yale, Columbia Británica, lo que desató la Fiebre del oro del cañón del Fraser. El Gobernador Douglas y la oficina colonial estuvieron súbitamente enfrentados a tener que ejercer la autoridad británica sobre una población mayoritariamente extranjera. Douglas -que no tenía autoridad legal sobre Nueva Caledonia- estacionó un cañonero en la entrada del río Fraser para ejercer tal autoridad mediante la recopilación de licencias de buscadores que intentaban hacer su camino ascendente. Para normalizar su jurisdicción, socavó cualquier reclamación de la HBC a la riqueza de los recursos de la tierra firme, el distrito se convirtió en una colonia de la corona el 2 de agosto de 1858, y se le dio el nombre de Columbia Británica. A Douglas le fue ofrecido el cargo de gobernador de la nueva colonia por el secretario colonial, Sir Edward Bulwer-Lytton, a condición de cortar su relación con el HBC. Douglas aceptó estas condiciones, y el título de caballero. A Columbia Británica se le dio su propio capital -New Westminster- en 1859, pero James Douglas gobernaría ambas colonias desde Victoria por los próximos seis años.

## Gobierno de Sir James Douglas
La afluencia de personas a la nueva colonia requería que Douglas actuara con rapidez en la elaboración de reglamentos y creación de infraestructura. Magistrados y policías fueron contratados, regulaciones mineras fueron elaboradas y nuevos emplazamientos fueron fundados en Yale, la esperanza y Fort Langley para desalentar las cuclillas en tierras de la Corona. Además, fueron construidas carreteras en las áreas de mayor exploración minera en torno a Lillooet y Lytton. A la colonia, sin embargo, no se le concedió inmediatamente una asamblea colonial, debido a la incertidumbre en cuanto a si la fiebre del oro produciría una población asentada estable. Douglas, que había sufrido conflictos infelices con el conjunto de la isla de Vancouver, se sintió aliviado.
La prisa de hecho fue de corta duración, y el éxodo de los mineros, los especuladores y comerciantes ya estaba en marcha en el momento en que los Ingenieros Reales terminaron de erigir la nueva capital de la colonia, New Westminster. La prospección hizo continuos hallazgos, sin embargo, y otros más al interior en la región de Cariboo en 1860 lo que marcó una segunda fiebre del oro inminente. Provisionalmente ya estaba demostrando ser un problema agudo, y con los hallazgos más distantes se hizo evidente que las caravanas de carretas tendrían que sustituirse por caballos de carga, lo que exigía una nueva infraestructura. En 1862, la fiebre del oro de Cariboo, atrajo un adicional de 5.000 mineros, y Douglas apresuró la construcción de la Gran Ruta del Norte (conocida ahora como el Cariboo Wagon Road) desde el Cañón Fraser a la región en torno a la prospección de Barkeyville.
En el momento de esta fiebre del oro, el carácter de la colonia era cambiante, con una población más estable de colonos británicos que se establecieron en la región, la creación de empresas, la apertura de aserraderos y la participación en la pesca y la agricultura. Con este aumento de la estabilidad, las objeciones al gobernador en ausencia de la colonia y la falta de un gobierno responsable comenzaron a ser vocalizados, dirigida por el influyente editor de New Westminster y futuro primer ministro, John Robson. Una serie de peticiones que solicitaban una asamblea fueron ignoradas por Douglas y la oficina colonial hasta que este fue relevado de su cargo en 1864. Finalmente la colonia tendría tanto una asamblea y un gobernador residente.

## Gobierno de Frederick Seymour
El sucesor de Douglas fue Sir Frederick Seymour, quien llegó a la colonia con veinte años de experiencia colonial en la Tierra de Van Diemen, las Indias Occidentales Británicas, y la Honduras Británica. La creación de una asamblea y el nombramiento de Seymour en abril de 1864 marcaron una nueva era para la colonia, ahora fuera de la sombra de la isla de Vancouver y libre de un gobernador sospechoso de compartir el poder con los representantes electos. El proyecto de caminos de carros de Douglas estaba todavía en curso, presentando enormes desafíos de ingeniería, ya que hizo su camino hasta el estrecho del cañón Fraser. Los sucesivos préstamos autorizados por el predecesor de Seymour, en gran parte con el propósito de completar el camino, habían puesto a la colonia una deuda de £ 200.000; y la Guerra Chilcotin de 1864 costó un adicional de 18.000 £ para suprimirse. El propio Seymour hizo el difícil viaje a través del Gran Cañón del Homathko y el Rango del arco iris con la intención de dar una demostración de fuerza y participar en la búsqueda de Klatsassin, el Tsilhqot'in líder de la guerra, pero la expedición armada llegó a un desenlace cuando Klatsassin se rindió dando los términos de la amnistía en tiempos de guerra, sólo para ser juzgado y ahorcado por asesinato, ya que Seymour no aprobó los términos.
A la vuelta de Seymour por tierra, hizo un recorrido por los campos de minas de Cariboo, y a lo largo del Cañón Fraser, que lo dejó cada vez más convencido de la futura prosperidad de la colonia. A su regreso a la capital, sin embargo, la realidad fiscal ocupa sus pensamientos cuando se hizo evidente que el endeudamiento de la Columbia Británica estaba empeorando. A pesar de que la administración colonial tomó drásticas medidas para aumentar los ingresos y mejorar la red de carreteras para atraer a los prospectores y colonos, la situación económica creció cada vez más, y la agitación creció con una amalgama de las dos colonias. Seymour se opuso a esta propuesta, pero con la presión de diversos sectores del gobierno colonial, finalmente cedió, recomendando que la Columbia Británica sea el socio dominante, y (sin éxito) que la capital se encuentre en New Westminster. Las dos colonias se fusionaron por una ley del Parlamento británico, y proclamaron el 6 de agosto de 1866 (véase la Colonia de Columbia Británica).

## Gobernadores
- Sir James Douglas (1858-1864)
- Sir Frederick Seymour (1864-1866)

- Datos: Q918861